# MUSIC (清竜人のアルバム)
『MUSIC』（ミュージック）は、清竜人の4枚目のオリジナルアルバム。2012年5月9日にEMIミュージック・ジャパンから発売された。

## 概要
過去3作とは一線を画すコンセプトアルバム。全収録曲に台詞パートを含み、定型的なポップスの曲構成をしばしば逸脱するミュージカル形式が取られている。1曲ごとに異なるアレンジャー、キャストを配しバラエティに富む内容だが、サウンド的には打ち込み中心のカラフルなポップスに統一されている。アレンジャー及び声優の人選は清竜人自身によるものである。
収録曲「雨」に女優の多部未華子がキャストとして参加している。
2012年7月に本アルバムを完全再現したライブ「清 竜人 MUSIC SHOW」が開催され、後にDVD化された。

## 収録曲

### CD
全作詞・作曲：清竜人　プロデューサー：清竜人、中村裕光、沖田英宣
1. CAN YOU SPEAK JAPANESE? [8:22]
語学教室の多国籍の生徒が堀江扮する教師に片想いしている設定になっている[2]。
アルバム先行配信曲(2012年3月14日配信開始)。
  - 編曲：高橋諭一
  - 録音・ミックス：木村正和
  - キーボード・ギター・プログラミング・コーラス：高橋諭一
  - キャスト：清竜人、堀江由衣、Alan Patton、任暁剛、Pedro Valle、Davy Bergier、Denys、高橋諭一
2. インモラリスト [5:36]
堀江由衣への提供曲のセルフカバー
  - 編曲：a.k.a.dRESS（ave;new）
  - 録音：a.k.a.dRESS(ave;new)、大西航、清竜人，ミックス：大西航
  - キーボード・ギター・プログラミング：a.k.a.dRESS(ave;new)，コーラス：白沢理恵、a.k.a.dRESS（ave;new）
3. Fall♡In♡Loveに恋してるっ♪ [5:36]
  - 編曲：MOSAIC.WAV
  - 録音：MOSAIC.WAV、木村正和、渡辺修一，ミックス：MOSAIC.WAV
  - キーボード・プログラミング・コーラス：MOSAIC.WAV，アコースティックギター：清竜人
  - キャスト：清竜人、佐藤聡美、相沢舞、原嶋あかり、金香里
4. おどれどつきまわしたろか [5:07]
  - 編曲：たかはしごう
  - 録音：近藤圭司、木村正和、清竜人，ミックス：近藤圭司
  - キーボード・プログラミング・コーラス：たかはしごう
  - キャスト：清竜人、田中一成、粕谷雄太、佐藤聡美、相沢舞、原嶋あかり、金香里、近藤潤弥
5. 雨
  - 編曲：ANANT-GARDE EYES
  - 録音：Nagie、清竜人，ミックス：Nagie
  - プログラミング：ANANT-GARDE EYES，ピアノ：蒲池愛，ギター：藤本功一，ベース：宮本將行
  - キャスト：清竜人、多部未華子
6. GENERATION GAP なんて言わせない! [6:21]
  - 編曲：川田瑠夏
  - 録音：杉山勇司、小寺秀樹、清竜人，ミックス：杉山勇司
  - キーボード・プログラミング：川田瑠夏，ギター：古川望
  - キャスト：清竜人、伊集加代、山田洋子、若子内悦郎、藤島新
7. りゅうじんのエッチ♡ 〜ぼくのばちあたりな妄想劇〜 [5:01]
  - 編曲：新井健史
  - 録音：新井健史、木村正和，ミックス：新井健史
  - キーボード・プログラミング・コーラス：新井健史
  - キャスト：清竜人、佐藤聡美、Alan Patton
8. ゾウの恋 [5:22]
  - 編曲：宮川弾
  - 録音・ミックス：堀内陽平
  - キーボード・プログラミング：宮川弾，コーラス：すずかけ児童合唱団
  - キャスト：清竜人、中村茉稟
9. バカ♡バカ♡バカ♡ [4:54]
  - 編曲：橋本由香利
  - 録音・ミックス：小寺秀樹
  - キーボード・プログラミング：橋本由香利，ギター：八橋義幸，コーラス：永井ルイ
  - キャスト：清竜人、佐藤聡美
10. ぼくはシンデレラ・コンプレックス [10:40]
  - 編曲：清竜人
  - 録音・ミックス：渡辺修一、清竜人
  - キーボード・ギター・プログラミング：清竜人，コーラス：今井マサキ、竹本健一、田中雪子、大日方治子
  - キャスト：清竜人、佐藤聡美、相沢舞、原嶋あかり、金香里、田中一成、粕谷雄太

### DVD
2012年2月19日「EMI ROCKS 2012」(さいたまスーパーアリーナ)でのパフォーマンスを収録 (24分37秒)
1. CAN YOU SPEAK JAPANESE?
2. おどれどつきまわしたろか
3. りゅうじんのエッチ♡ 〜ぼくのばちあたりな妄想劇〜